# Ruth Klüger
Susanne Ruth Klüger (Vienna, 30 ottobre 1931 – Irvine, 5 ottobre 2020) è stata una scrittrice e docente statunitense di origine austriaca sopravvissuta all'Olocausto.
Professoressa di studi tedeschi presso l'Università della California, Irvine, scrisse il bestseller Weiter leben: Eine Jugend (tradotto poi da lei in inglese: Still Alive: A Holocaust Girlhood Remembered) sulla sua infanzia a Vienna e nei campi di concentramento nazisti.

## Biografia
La madre di Ruth Klüger, che ebbe un figlio dal primo matrimonio, proveniva da una ricca famiglia di ingegneri; suo padre era il ginecologo e pediatra socialista Viktor Klüger. Già da piccola aveva sperimentato l'antisemitismo e l'esclusione sistematica degli ebrei dalla vita pubblica della sua città natale, compresa la sua stessa famiglia: suo padre dovette fuggire in Francia dopo l'annessione dell'Austria nel 1938, e fu ucciso col gas nel campo di concentramento di Auschwitz nel 1944. Il suo fratellastro Jiří fu deportato da Praga a Riga nel 1941 e lì fucilato dai tedeschi in un massacro.
Nel 1942, all'età di undici anni, Klüger e sua madre furono deportate nel campo di concentramento di Theresienstadt. Ha poi trascorso del tempo nel campo familiare di Theresienstadt, nel campo di concentramento di Auschwitz-Birkenau e poi a Christianstadt, un sottocampo del campo di concentramento di Groß-Rosen. Nel 1945 riuscì a fuggire poco prima della fine della guerra. Dopo la guerra visse con la madre a Straubing, in Baviera, nella zona di occupazione americana, dove conseguì un diploma di scuola superiore. Descrisse questa giovinezza nella sua acclamata autobiografia, Continue Living, pubblicata nel 1992.
Nel 1946, all'età di 15 anni, Klüger iniziò a studiare nell'allora Università filosofico-teologica di Ratisbona. Nel 1947 Klüger emigrò negli Stati Uniti con la madre e studiò biblioteconomia e tedesco all'Università della California, Berkeley. Completò i suoi studi nel 1952 con un Master of Arts. Negli anni '50 Ruth Klüger si sposò con lo storico Werner Angress. Dal matrimonio nacquero due figli: Percy e Dan. Sebbene il matrimonio non durò a lungo, Klüger pubblicò sotto il nome di Ruth K. Angress fino agli anni '80. Nel 1967 conseguì il dottorato dal ricercatore barocco Blake Spahr. Il titolo della sua tesi era: "Lo sviluppo dell'epigramma tedesco nel XVII secolo".

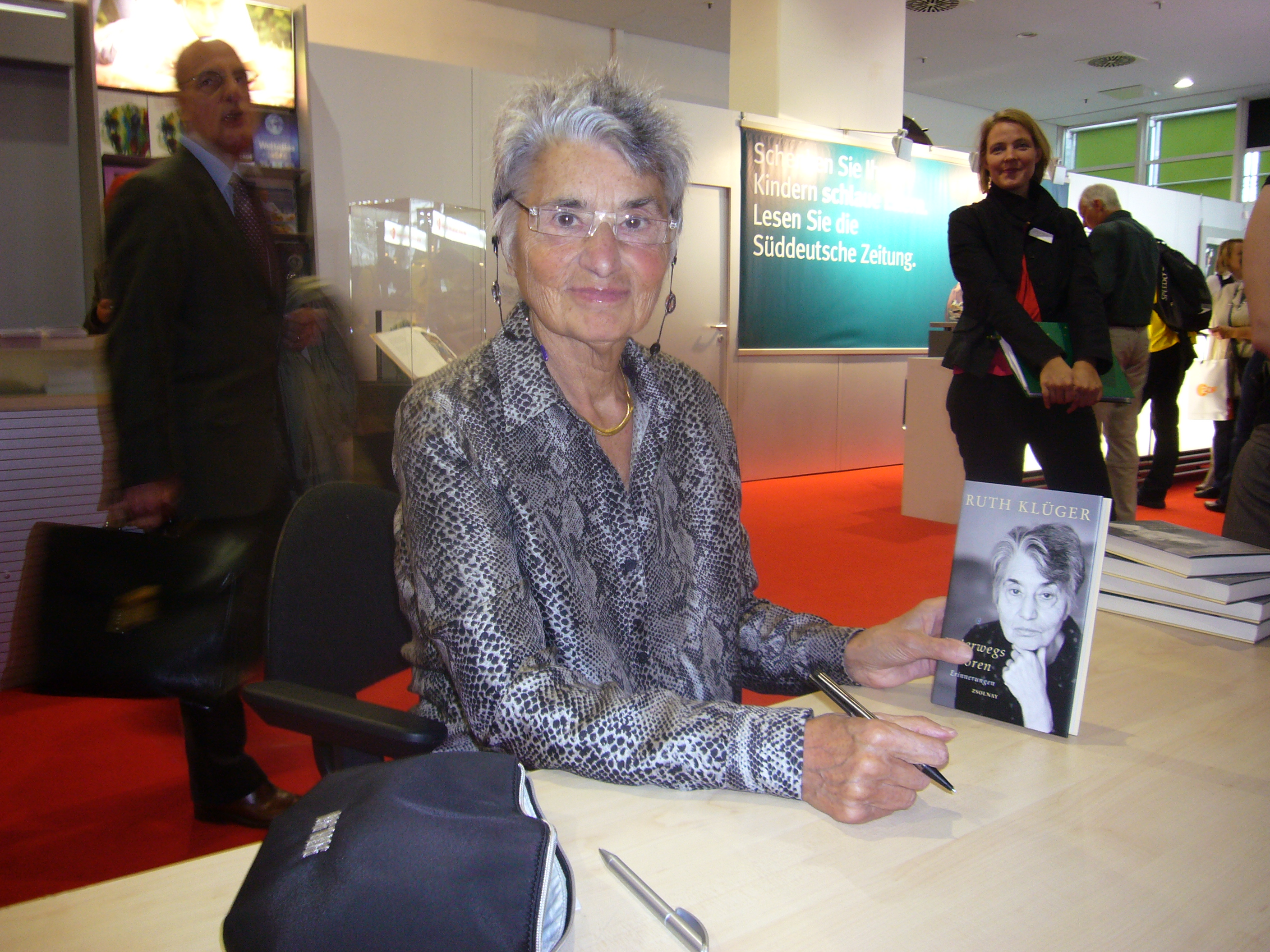
Ruth Klüger con il suo libro Lost on the Road, 2008

Dal 1980 al 1986 fu professoressa all'Università di Princeton e poi docente di studi tedeschi all'Università della California, Irvine e, dal 1988, dell'Università Georg-August di Göttingen. Klüger visse alternativamente a Irvine e Gottinga. Collaborò con Heinrich von Kleist e fu per molti anni redattrice della rivista German Quarterly. La sua raccolta di saggi Women Read Differently, pubblicata nel 1992, ricevette grande attenzione da parte del pubblico. Nel 2005 Ruth Klüger fu docente nell'ambito della cattedra di poesia di Tubinga. Era membro del PEN Center Germany e della Else Lasker Student Society, Wuppertal. Nel 2008 Ruth Klüger pubblicò il seguito della sua autobiografia intitolata Lost on the Road, dedicata agli anni dell'esilio americano e successivi.

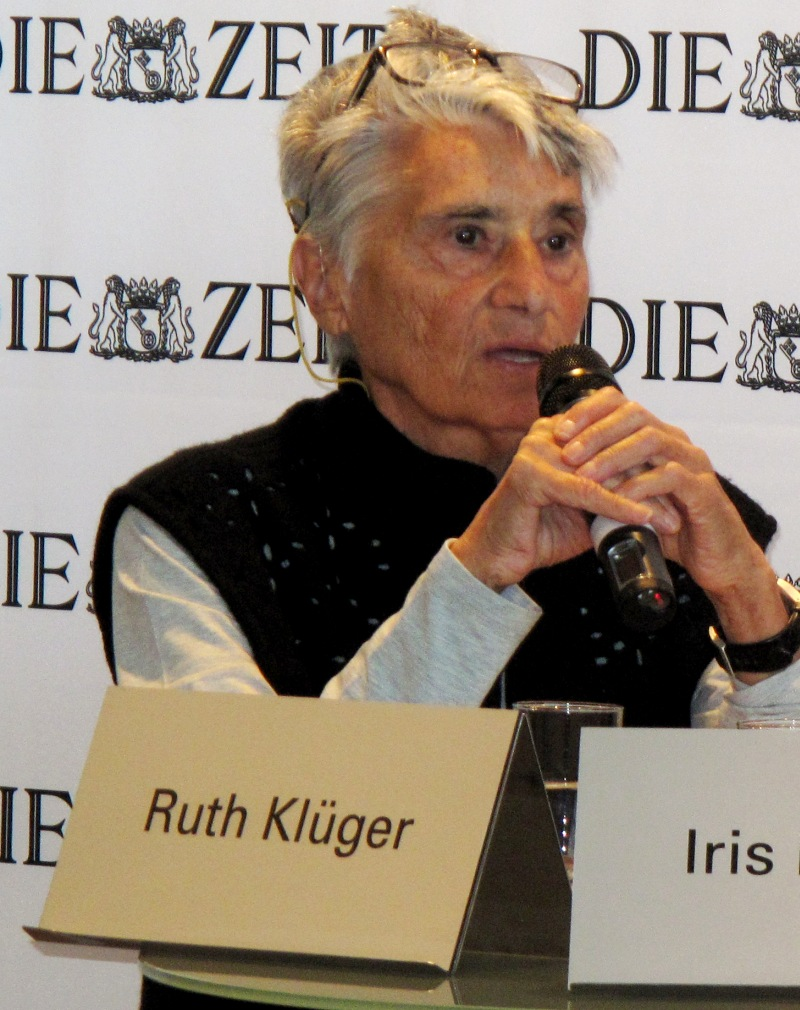
Ruth Klüger alla Borsa del Libro di Frncoforte, 2010

Il 27 gennaio 2016 Ruth Klüger tenne il discorso commemorativo al Bundestag tedesco in occasione della giornata della memoria delle vittime del nazionalsocialismo, in cui descrisse le sue esperienze come lavoratrice forzata in un campo di concentramento. Alla fine del discorso elogiò l'apertura dei confini tedeschi nella crisi dei rifugiati e definì “eroica” la dichiarazione di Angela Merkel "Possiamo farcela".
L'archivio letterario della Biblioteca nazionale austriaca di Vienna ha acquisito nel 2018 il lascito di Klüger sotto forma di undici scatole da Irvine e Göttingen. Oltre ai dattiloscritti letterari, ai documenti e alle fotografie sulla storia familiare, fanno parte del lascito anche la corrispondenza varia, compresa la corrispondenza durata molti anni con Martin Walser e che Ruth Klüger interruppe dopo la pubblicazione del romanzo di Walser, Morte di un critico, diretto contro Marcel Reich-Ranicki e giudicato da Klüger "antisemita”. 
Klüger morì in California nell'ottobre 2020 all'età di 88 anni dopo una lunga malattia. Fu sepolta l'11 ottobre 2020 al cimitero del Mount Sinai Memorial Park a Hollywood Hills.

## Premi e riconoscimenti
- 1993 - Premio Grimmelshausen; Premio di letteratura Rauris
- 1994 - Premio Marie Luise Kaschnitz
- 1997 - Premio statale austriaco per la critica letteraria
- 1997 - Dono onorario della Heinrich Heine Society
- 1999 - Premio Thomas Mann; Premio Antologia di Francoforte
- 2001 - Premio Bruno Kreisky per il libro politico
- 2003 - Premio Città di Vienna per il giornalismo
- 2003 - Dottorato onorario dell'Università di Gottinga
- 2006 - Premio Roswitha
- 2007 - Premio Lessing del Libero Stato di Sassonia
- 2008 - Medaglia Hermann Cohen
- 2008 - Croce Federale al Merito, Prima Classe della Repubblica Federale di Germania
- 2008 - Premio femminile di Vienna
- 2010 - Medaglia d'Onore della città di Gottinga
- 2011 - Premio Theodor Kramer.[13]
- 2011 - Premio Donauland per la saggistica Danubius.[14]
- 2014 - Premio Fratelli Grimm dell'Università Philipps di Marburg
- 2015 - Anello d'onore di Paul Watzlawick.[15][16]
- 2015 - Dottorato onorario dell'Università di Vienna.[16]
- 2016 - Premio del Libro Bavarese – Premio onorario del Primo Ministro bavarese.[17]

## Opere

### Come scrittrice
Ruth Klüger scriveva anche sotto il nome di Ruth Angress.
- Weiter Leben. Eine Jugend (Continuare a vivere), Göttingen 1992, ISBN 3-89244-036-0; dtv, München 1994, ISBN 3-423-11950-0.
  - come audiolibro: Autorenlesesung, (Lettura dell'autore), 6 Kompaktkassette (MCs), Der HÖR Verlag DHV, München 1996, ISBN 3-89584-285-0; NA: Libro e CD. Wallstein, Göttingen 2008, ISBN 978-3-8353-0298-3.
  - in inglese Still Alive: A Holocaust Girlhood Remembered (Ancora vivo: una fanciullezza dell'Olocausto ricordata), The Feminist Press, CUNY, 2001 ISBN 1-55861-271-8.
- Unterwegs verloren. Erinnerungen (Per strada. Ricordi), Zsolnay, Vienna, 2008 ISBN 978-3-552-05441-7.[6]
- Zerreißproben. Kommentierte Gedichte (Prove calvarie. Poesie commentate), Zsolnay, Vienna, 2013 ISBN 978-3-552-05641-1.
- Gegenwind. Gedichte und Interpretationen (Vento contrario. Poesie e interpretazioni), Paul-Zsolnay-Verlag, Vienna, 2018 ISBN 978-3-552-05882-8.

### Come studiosa di letteratura e saggista
- - The Early German Epigram: A Study in Baroque Poetry (Il primo epigramma tedesco: uno studio sulla poesia barocca), University Press of Kentucky, 1971.
- - Frauen lesen anders. Essays (Le donne leggono diversamente. Saggi), Monaco 1996 ISBN 3-423-12276-5.
- - Katastrophen. Über deutsche Literatur (Disastri. Sulla letteratura tedesca), Monaco, 1997 ISBN 3-423-12364-8.
- - Auf dem Weg zur dritten Strophe (Sulla strada per il terzo verso) Recensione del Deutschlandlied di AH Hoffmann von Fallersleben in: Frankfurter Allgemeine Zeitung, 28 marzo 1998.
- - Dichter und Historiker: Fakten und Fiktionen (Poeti e storici: fatti e finzioni), Wiener Vorlesungen im Rathaus, Picus, Vienna, 2000, ISBN 3-85452-373-4.
- - Schnitzlers Damen, Weiber, Mädeln, Frauen (Le signore, le donne, le ragazze, le donne di Schnitzler), Wiener Vorlesungen im Rathaus, Picus, Vienna 2001, ISBN 3-85452-379-3.
- - Zwickmühle oder Symbiose: War Heinrich Heine ein Geisteswissenschaftler? (Difficoltà o simbiosi: Heinrich Heine era uno studioso di discipline umanistiche?), Heidelberger Universitätsreden, Müller, Heidelberg, 2003 ISBN 3-8114-5120-0.
- - Thomas Mann als Literaturkritiker (Thomas Mann come critico letterario), in: Michael Braun e Birgit Lermen (a cura di): “Racconti storie, dai forma alla verità.” Thomas Mann: tedesco, europeo, cittadino globale, Peter Lang, Francoforte sul Meno, 2003, ISBN 3-631-38046-1, pp. 25–32.
- - Ein alter Mann ist stets ein König Lear – Alte Menschen in der Dichtung (Un vecchio è sempre un Re Lear - I vecchi nella poesia), Lezioni viennesi al municipio, volume 104, Wiener Vorlesungen im Rathaus, Picus, Vienna, 2004, ISBN 3-85452-504-4.
- - Wien schreit nach Antisemitismus (Vienna urla all’antisemitismo), in Martin Doerry (a cura di): A casa da nessuna parte e ovunque. Conversazioni con i sopravvissuti all'Olocausto. DVA, Monaco 2006, ISBN 3-421-04207-1.
- - Gelesene Wirklichkeit. Fakten und Fiktionen in der Literatur (Leggi la realtà. Fatti e finzioni in letteratura), Wallstein, Göttingen, 2006, ISBN 3-8353-0026-1.
- - Gemalte Fensterscheiben. Über Lyrik (Vetri delle finestre dipinti. A proposito di poesia), Wallstein, Göttingen, 2007 ISBN 3-89244-490-0.
- - Was Frauen schreiben (Cosa scrivono le donne), Zsolnay, Vienna, 2010 ISBN 978-3-552-05509-4.
- - Marie von Ebner-Eschenbach. Anwältin der Unterdrückten (Marie von Ebner-Eschenbach. Difensore degli oppressi), Mandelbaum, Vienna 2016, ISBN 978-3-85476-521-9.

### Film
- - Thomas Mitscherlich, Viaggi nella vita. Continuare la vita dopo l'infanzia ad Auschwitz, 1996.[18]
- - Renata Schmidtkunz, Non vengo da Auschwitz, vengo da Vienna - Ruth Klüger in un ritratto, anteprima il 1º marzo 2005 a Vienna. Produzione di 3sat, ORF e Bayern alpha Austria, 2005.[19]
- - Renata Schmidtkunz, La vita continua di Ruth Klüger, documentazione, 83 minuti, 2011.[20][21]